# Osman Zeki Üngör
Osman Zeki Üngör (Istanbul, 1880 - 1958) fou un compositor turc, virtuós del violí i lletrista, a més de primer director de l'Orquestra Simfònica Presidencial de Turquia.
Posteriorment, Üngör ajudà a establir el Conservatori Estatal de Turquia i en fou el seu primer director d'escola, implicant-se activament en la creació de lleis, per la qual cosa l'educació d'estudiants amb talent artístic especial seria completament patrocinada pel govern.
Les seves obres més notables inclouen l'arranjament simfònic original del 1921 per a la lletra de l'Himne Nacional Turc, İlim Marşı, Azm-ü Ümit Marşı, Töre Marşı, Türk Çocukları, i Cumhuriyet Marşı

## Biografia
Üngör naixia a Üsküdar, Istanbul el 1880. Era fill d'un comerciant de sucre i el net de Santuri Hilmi Bey - un músic ben considerat a la Cort Imperial Otomana i el fundador del cos de Fasl-i Cedid de la Muzika-i Hümayun ("La nova Divisió Fasil" de l'Orquestra Imperial Otomana).
Després de completar la seva educació a l'escola mitjana de l'Acadèmia Militar de Beşiktaş, va ser a més a l'Acadèmia Musical de l'Orquestra Imperial otomana el 1891 a l'edat d'11 anys, on ràpidament obtingué l'atenció dels seus instructors així com la del Soldà Abdulhamit II pel seu talent, la qual cosa el col·locà ben aviat sota la instrucció del violinista en cap Vondra Bey i d'Aradna Pasha. Esdevingut ja formalment violinista de concert, després de l'acabament de la seva educació musical, Üngör continuà ascendint en l'escalafó de l'Orquestra Imperial Otomana, i aviat es convertí en primer violinista, i finalment, en director el 1917.
Va imprimir un cop de timó important en transformar la Muzika-i Hümayun, des d'una orquestra que principalment interpretava marxes militars a una orquestra simfònica, en l'autèntic sentit occidental del terme.
Üngör complementava les seves obligacions amb l'orquestra amb la instrucció musical, oferint classes de música a l'Orquestra Imperial i l'Istanbul Erkek Lisesi, així com oferint concerts públics setmanals a la Unió Française. Addicionalment dirigí actuacions a Viena, Berlín, Dresden, Múnic, Budapest i Sofia.
Üngör arribà al cim de la seva fama després del seu arranjament simfònic per l'Himne Nacional Turc el 1922, amb lletra del cèlebre poeta Mehmet Âkif Ersoy. Posteriorment es convertí en el primer director de la recentment creada Orquestra Simfònica Presidencial de la República de Turquia, i traslladant-se a Ankara al voltant de 1924 en tot aquest procés.
Fou una figura clau en l'establiment del Musik-i Muallim Cemiyeti, actualment el Conservatori Estatal a la Universitat de Hacettepe, i exercí com al seu director d'escola primària entre els anys 1924-1934. Durant aquest temps, estigué implicat activament en la creació de lleis referides al patrocini governamental i formació a l'estranger d'artistes joves amb especial talent.
Després de la seva jubilació el 1934, Üngör passà la resta dels seus dies a la seva casa del Maçka Palas a Istanbul, i morí el 28 de febrer de 1958 a l'edat de 78 anys. El seu últim desig de tenir l'İstiklâl Marşı interpretat en el seu funeral fou frisosament complert pel Govern, esdevenint així la segona persona en la història de la República després que Ersoy que gaudia de la interpretació de l'himne nacional al seu funeral. Actualment està enterrat al Cementiri de Karacaahmet a Üsküdar, Istanbul.
Va tenir un fill, Ekrem Zeki, que seguí en els passos de Üngör i esdevingué violinista i professor de música.